# 蘇格蘭的法院
蘇格蘭的法院（英語：Courts of Scotland），由各級民事、刑事和紋章法院、特別法庭和審裁處組成，是蘇格蘭的司法機構，獨立於已權力下放的蘇格蘭行政和立法機構；並接受蘇格蘭法律組織及管限。 
英國並沒有統一性司法制度 — 英格兰和威尔士采用一种系统，苏格兰采用另一种，北爱尔兰又是一种。但也有例外，如移民法。

## 外部連結
- 蘇格蘭司法機構（页面存档备份，存于）
- 蘇格蘭行政院（页面存档备份，存于）